# 黃貴潮
黃貴潮（音譯：綠斧固·悟登，1932年—2019年4月7日），臺灣臺東縣成功鎮阿美族宜灣部落人，以寫日記、拍照片、保存文物、出研究書、唱片等方式，保存文物紀錄自己的人生，並致力於阿美族文化的保留與研究。

## 生平

### 幼年
1932年，Lifok生於宜灣部落。因其家族在日治時期放棄了大司祭的傳統，被巫師認為觸犯祖靈必將招致報應（Lafo no Loma'），因此取作Lifok，含意為「撿來的」，來減輕祖靈的咀咒。母親黃玉花一生結婚五次，大多數的孩子夭折，只有兩個長大成人。
Lifok自小湊公學校（今成功鎮忠孝國小）畢業後，隨即至成功鎮上一個日本家庭作幫傭，1944年4月中旬，他從山中撿柴回到雇主家後發燒不止、右大腿浮腫，次日僱主即支遣他回家，返鄉後，病情加劇轉變成筋骨結核性化膿症，導致右腿關節硬化、背脊椎病變及右耳失聰。巫師認為他犯了禁忌得病（no kawasan adada），陸續為他施法（Misair），均告無效，於是親族特別又另取了一個更低下的別名「Oteng」，意為屍體。由於阿美族是個勞動社會，無法進行體力勞動的人，在部落地位必然低落，而且阿美族是母系社會，婚姻採入贅制，他身有嚴重殘疾，等於喪失結婚的資格。他說依照阿美族的觀念，自己不僅是個無用的人，甚至算不上是個男人。

### 生病
當時家鄉醫療觀念落後，阿美族對病人有一套必須嚴守的禁忌，如不得泡水洗澡、不得理髮或剪指甲，不得讓不認識的人及孩童探訪等。Lifok 臥病後第三年，母親終於突破古老禁忌，為他淨身及做復健工作。當時正就讀花蓮師範的學長賴國祥、日治時代即擔任督學的部落頭目徐田作，慨然自願擔任他的私人教師。
他二哥也在二十一歲時戰死在山東省金鄉縣。
癱病七年後，1951年3月5日，Lifok以日文、漢文夾雜著羅馬拼音，寫下「四十年三月五日，雲後雨。早飯的時候，肚子吃得很飽，媽媽出去挖番薯後，我開始製作尚未完成的胡琴發音台，直到四點多鐘……」，成為他生平第一篇日記。在病中，姨媽、舅舅循例每晚來找母親慰問，讓Lifok在病榻上能聽到老一輩族人的古語、歌曲，並用日記記述下來。他利用在病床的期間，閱讀種種包括政治、藝術、歷史、教育、音樂和各式各樣中外小說，想自己未來只有靠知識，用腦和嘴來生活。

### 養病
1953年，Lifok終於拄杖走出戶外。當時原以黑龍江省為基地的白冷外方傳教會來到臺東縣跟原住民傳教。

### 傳教
1964年，Lifok進入白冷外方傳教會聖若翰傳教學校，在那學習到的一些理論和方法，對他日後用於整理阿美族祭儀頗有幫助。他受到荷蘭籍神父姚秉彝鼓勵，成為天主教傳教士，除學習教義，也開始接觸與採集部落的歷史、語言、音樂、社會制度與風俗。當時外國神父對教區活動都要記錄，Lifok也學會了攝影，拍下至少五百卷底片成為史料。Lifok還協助史泰南神父把《聖經》用羅馬拼音翻譯成阿美族語。
此外，Lifok在之前在病床上，也養成了蒐集癖，舉凡證件、信函、稅單、存摺、戲票、節目單，和去參加各種學測、普考的准考證，都是他的收藏範圍，如他有一張1958年農曆元旦的表演節目單，內容包括《何日君再來》、阿美族歌曲、義大利歌曲等，表現當時的文化融合，演員介紹欄上小提琴手還是Lifok的漢名「黃貴潮」。

### 民族所
1974年，Lifok母親去世，Lifok隻身上台北謀生。他在台北從針織工廠工人做起，但對於知識的渴望，常跑到中央研究院找尋資料。1983年，在日本學者馬淵悟引介下，Lifok成為中央研究院民族所研究助理，擔任劉斌雄教授的助手，除了展開人類學調查整理，也開始運用文字發表探索心得。馬淵悟是馬淵東一之子，父子皆專攻阿美族研究。宜灣部落在史泰南的維護下，其阿美族舞蹈、歌謠、服飾都是花東海岸沿線各部落中最傳統、也是發展性最豐富的。1988年，藉由Lifok的幫助，1986年在宜灣部落採集的阿美族豐年祭錄音帶得以由中央研究院民族學研究所出版，收錄二十餘首。

### 東管處
1990年，Lifok在中研院七年後，轉任東部海岸國家風景區交通部東管處專員，推動一系列與阿美族有關的文史資料發表。1995年至1998年，他還出任財團法人國家文化藝術基金會董事。在東管處期間，他先後完成《阿美族傳統文化》、《阿美族兒歌之旅》、《阿美族飲食之美》、《豐年祭之旅》等著作。
1995年，Lifok與巴奈·庫穗合作，由水晶唱片出版一套五張專輯的宜灣部落歌謠，一張是「媽媽的歌」、兩張「豐年祭歌」、一張「彌撒聖歌」、一張「黃貴潮的口簧琴」，最後一張作品是由順益原住民博物館獎助出版。1995年12月26日的發片記者會上，他說出了自己多年心願是希望能有這類文化產品，讓漢人與原住民站在一起，不是擁抱，而是去欣賞。專輯附贈專號「美麗的宜灣」，其中有Lifok歷年所攝的七十張田野照片，有1960年代的豐年祭、1965年海祭及1975年祈雨祭，並加上Lifok手繪的解說圖，勾勒出宜灣部落的今昔變遷。

### 晚年
1998年7月，Lifok從東管處退休，沒有結婚、沒有孩子，還因是臨時約雇人員，無退休金。他之前曾希望撰寫阿美族族誌，以留給後幾代在都市、在城鎮生活的年輕族人看，說很珍惜他所做的口傳文學工作，也希望每一族都有人來做這種工作，各族才能真正地溝通、融合，才能有不卑不亢的歷史觀。他在台東市幽僻的巷弄租的房子稱作「貴潮文化工作室」，在這段時間著手為母親立傳《伊那 Ina-- 我的太陽：媽媽 Doing 傳記》。
2001年8月4日，Lifok得到第二屆中華汽車原住民文學獎文藝貢獻獎。
Lifok晚年單獨住在台東市東海國宅，推窗即可遙望大海，讓他想起家鄉宜灣的景觀。
2014年6月14日，國立台東大學103級畢業典禮上，Lifok獲台東大學頒贈名譽博士學位，由身為卑南族的孫大川帶著高齡百歲歲母親孫貴花到場，並為Lifok戴上卑南族花環。

### 去世
2018年底，Lifok因淋巴癌住院，但癌細胞卻轉移其他器官，2019年4月7日早上病逝在台東馬偕醫院。同月13日，台東市立殯葬園區的告別式上，縣長饒慶鈴在棺木覆蓋台東縣旗，由原民會追贈三等原住民族專業獎。

## 作品
黃貴潮的著作分為兩類，以下依據《阿美族文史系列講座資料總目錄小冊》進行分類。

### 書籍
- 《伊那 Ina--我的太陽：媽媽 Doing 傳記》
- 《宜灣阿美族三個儀式活動的記錄》，黃宣衛編譯。叢書名：中央研究院民族學研究所專刊丙種2，1989
- 《遲我十年》
  - 中文版日記出版取名「遲我十年」是來自當事人十年的腳疾[16]。此日記從他年少開始持續到因癌症住進醫院前，前後長達近七十年從未間斷[17]。起先以日文撰寫，後來學會了中文，中文當成記錄的工具[16]。他甚至為了讓漢人知道他族名，通常直接以「李博故」音譯來稱呼或署名[5]。1996年，馬淵悟先出版Lifok的日文版日記《りポク日記》，省略部分內容[5][16]。2000年5月，山海出版社出版中文版日記《遲我十年—Lifok生活日記》，內容包括1951年之後三十年間，阿美族部落結構的瓦解、部落青年人口流動、及天主教、基督教進入部落的過程及影響等[5][16]。其中1964年有一整年內容未出版，因作者當時正擔任天主教傳教師[16]。曾任行政院原住民委員會副主委的孫大川，特地為寫序，稱讚其日記像發光的燭火，照亮祖先歷史的道路、看清那時阿美族人具體且有血有肉的生活[5]。

### 期刊
- 〈阿美族歌舞簡介〉，臺灣風物 40:1 民79.03 頁79-90
- 〈阿美族的現代歌謠〉，山海文化雙月刊 21/22 民89.03 頁71-80